# 瀧川政次郎
滝川 政次郎（たきかわ まさじろう、旧字体：瀧川政次郞、1897年（明治30年）5月26日 - 1992年（平成4年）1月29日）は、日本の法学者（法制史）。法律学の立場から法制史の体系化に尽力する。法学博士（中央大学・論文博士・1933年）。國學院大學名誉教授。大阪府大阪市西区の出身。

## 人物

### 強い向学心で一高・東大へ
1897年、大阪市西区に米穀商を営む瀧川与之吉・シナの次男として生まれる。母方の祖父が有職故実の研究家だった影響で制度史・法制史に関心を持つ。
地元の大阪市立東江尋常小学校附属幼稚園、同小学校を卒業後、いったん奉公に出て、夜は私立関西商工学校の夜学に通った。しかし向学の念が強く、桃山中学（現・桃山学院高等学校）に編入、1914年に卒業した。神戸高等商業学校進学を希望していたが、実業家の芝川栄助（日本毛織創業者）の勧めで第一高等学校への進学を決意する。在学中には倉石武四郎等と一高史談会を興し、塩谷塾の通鑑輪読会に参加。また、中国北部、満洲、蒙古、朝鮮、沿海州、シベリアを旅行している。
1919年（大正8年）、第一高等学校大学予科（独法）卒。1922年に東京帝国大学法学部（独法）卒業。
大学卒業後、南満洲鉄道に4カ月勤務の後、希望する調査部に配属されない不満から退社、中央大学・法政大学・日本大学で講師として法制史を講義。1925年（大正14年）、九州帝国大学法文学部助教授（美濃部達吉の推薦によるという。実際には2年間、内地留学で東京在住）、1927年（昭和2年）に教授となるが、九州帝国大学法文学部内訌事件で休職を余儀なくされ、1929年（昭和4年）に免官の処分を受けた。だが、法制史に関する社会的関心が高まる中で慶應義塾大学・東京商科大学などからの招聘が相次ぎ、法制史講座設置に尽力したほか、社会経済史学会の設立にも関わった。
1930年（昭和5年）、中央大学法学部教授に就任し、1933年には中央大学から法学博士の学位を授与されるが、この年に発表した大化の改新を巡る論文「大化改新管見」で教員団体や右翼から攻撃され、文部当局から発売禁止の処置を受けた結果、不敬罪は免れたものの、再び大学を追われることとなった。
日本国内で教壇に立てなくなった瀧川は、中央大学学長原嘉道・法学部長林頼三郎らの推挙をうけ、1934年（昭和9年）より満洲国司法部法学校において教授兼司法部参事官の職を得て司法官の養成、また満洲国の刑法などの制定に参与したほか、吉林高等法院にて審判官などを歴任する。この間、日本の律令法に深く関わりのある中国法制史にも関心を広げ、貴重な資料の蒐集に奔走したが、1937年2月、隣家からの類焼によって蔵書のすべてを失う不運に見舞われた。同年7月、日中戦争勃発を契機に法学校を休職し、満洲国総務庁嘱託・満鉄調査部嘱託の身分で北京へ移住して再び法制史料の蒐集に尽力する一方、中華民国臨時政府の依嘱をうけて新民学院の設立に関わり、同学院講師となって2年間臨時政府の幹部職員養成に従事した。その後、休職期間の満了に合わせて満洲国へ戻り、1940年（昭和15年）からは建国大学教授に就任、翌年には満洲国の国立中央図書館籌備処長を兼任して中国法制史の研究と資料蒐集に没頭した。
1945年（昭和20年）、新京で終戦を迎え、同年12月にソ連軍の捕虜となった。翌年10月、日本に帰国できたが、多大な費用を投じて蒐集した7万冊の蔵書は中国国民党軍とソ連軍に接収され、一冊も持ち帰ることができなかった。帰国後は、極東国際軍事裁判の弁護人（嶋田繁太郎担当）となって裁判の問題点を追及した。
弁護士生活（加藤隆久と共同開業）の後、1947年に鵜沢総明の依頼で大東文化学院の大学昇格に尽力したことが縁で明治大学講師となり、その明治大学で野間繁に要請され、1949年（昭和24年）から國學院大學政経学部（のち法学部）教授に就任、1968年の定年まで務める（1968年客員教授、1972年名誉教授）。
1972年（昭和47年）、石川島人足寄場が我が国の自由刑発祥の地であるとして跡地に史跡碑を建立をするべく運動を行った。

### 地方史研究所の設立
1952年（昭和27年）、島田正郎、安藤更生、駒井和愛と相図って地方史研究所を設立し、理事長に就任している。

### 私生活
1952年（昭和27年）7月、自身の再婚にあたり、それまで関係を続けてきた一未亡人が「女心を踏みにじられた」と自殺未遂の末、慰謝料請求調停を求める。瀧川は「独身の私が月5000円で契約した"通勤の娼婦"と手を切ったまで」と反論した。
1953年（昭和28年）からは近畿大学兼任教授。教壇生活の一方で、地方史研究所を設立して国家や学会主流の史観に捉われない地方史の必要性を訴えた。また、後南朝や遊女の歴史など、戦前であればタブーであった研究にも積極的に取り組んだ。その研究意欲は晩年まで衰えず、90歳を過ぎても論文を発表し続けた。
94歳で死去、墓所は世田谷区の松陰神社内にある。

## エピソード
川西政明によれば、高橋和巳の長編小説『悲の器』の主人公の正木典膳のモデルとされる。

## 家族・親族
- 長男：瀧川叡一（1923年9月7日 - 2009年10月27日、裁判官：東京高裁統括部判事ほか）

## 著作

### 著書
- 『法制史上より観たる日本農民の生活. 律令時代 上』同人社書店 1926
- 『法制史上より観たる日本農民の生活. 律令時代 下』同人社書店 1927
  - 改題『律令時代の農民生活』刀江書院 1944
  - 改題『律令時代の農民生活』刀江書院 1952
  - 改題『律令時代の農民生活』刀江書院 1969
  - 改題『律令時代の農民生活』名著普及会 1988
- 『法制史料古文書類纂』有斐閣 1927
- 『日本法制史』有斐閣 1928
  - 『日本法制史』（講談社学術文庫（上・下) 嵐義人解説、1985
- 『日本社会史』刀江書院 1929
- 『日本奴隷経済史』刀江書院 1930
  - 『日本奴隷経済史』清水書房 1947
  - 『日本奴隷経済史』乾元社 1948
  - 『日本奴隷経済史』洋々社 1956
  - 新版『日本奴隷経済史』刀江書院 1972
  - 増補版『増補 日本奴隷経済史』名著普及会 1985
- 『律令の研究』刀江書院 1931
  - 増補版『律令の研究』刀江書院 1966
  - 『律令の研究』名著普及会 1988
- 『歴史と社会組織』共立社 1931
- 『法律史話』巌松堂 1932
- 『法史瑣談』時潮社 1934
- 『日本社会経済史論考』日光書院 1939
  - 『日本社会経済史論考 増補新版』名著普及会 1983
- 『満支史説史話』日光書院 1939
- 『支那法制史研究』有斐閣 1940
  - 改題『中国法制史研究』巌南堂書店 1979
- 『法律から見た支那国民性』大同書院 1941
- 『日本法制史研究』有斐閣 1941
  - 復刻版『日本法制史研究』名著普及会 1982
- 『法史零篇』五星書林 1943
- 『日本法律史話』ダイヤモンド社 1943
  - 文庫化『日本法律史話』講談社学術文庫 1986[25]
- 『遼律之研究』島田正郎と共著、大阪屋号書店、1944
- 『法曹話の泉』穂高書房 1947
- 『日本法制史の特色』野村書店 1948
- 『売笑制度の研究』穂高書房 1948
- 『中古の政治と法制』研進社 1949
- 『日本歴史解禁』創元社 1950
- 『法史閑話』創元社 1951
- 『裁判史話』乾元社 1951
  - 『裁判史話』燃焼社 1997
- 『東京裁判を裁く 上巻』東和社 1952
- 『東京裁判を裁く 下巻』東和社 1953
  - 改版『東京裁判を裁く』(全2巻) 創拓社 1978
  - 新訂『東京裁判を裁く』慧文社 2006
- 『人物新日本史　第1 上代編』明治書院 1953
- 『日本人の歴史』新潮社 1955
  - 改訂版『東洋史上より見た日本人の歴史』赤坂書院 1983
- 『別嬪と美人』住吉書店 1956
- 『池塘春草』青蛙房 1958
- 『日本行刑史』青蛙房 1961
  - 増補版『日本行刑史』青蛙房 1964
  - 第3版『日本行刑史』青蛙房 1972
  - 新版『日本行刑史』青蛙房 2016
- 『倩笑至味』青蛙房、1963
- 『非理法権天 法諺の研究』青蛙房(青蛙選書) 1964
  - 新版『非理法権天 法諺の研究』青蛙房 2015
- 『遊女の歴史』至文堂(日本歴史新書) 1965
  - 改訂版 1978
- 『遊行女婦・遊女・傀儡女』至文堂(日本歴史新書) 1965
  - 改題『江口・神崎の遊里』至文堂(日本歴史新書) 1977
- 『法制史論叢』(全4冊) 角川書店 1967
  - 再版 名著普及会 1986

1. 1巻『律令格式の研究』
2. 2巻『京制並に都城制の研究』
3. 3巻『律令賤民制の研究』
4. 4巻『律令制及び令外の官の研究』

- 『吉原の四季 清元「北州千歳寿」考証』青蛙房(青蛙選書) 1971
  - 新版『吉原の四季 清元「北州千歳寿」考証』青蛙房 2014
- 『万葉律令考』東京堂出版 1974
- 『元号考證』永田書房 1974
  - 新版 1988年
- 『長谷川平蔵：その生涯と人足寄場』朝日新聞社 1975
  - 選書化 朝日選書 1982
  - 『長谷川平蔵：その生涯と人足寄場』中公文庫 1994
- 『公事師・公事宿の研究』赤坂書院 1984
- 『律令と大嘗祭　御代始め諸儀式』国書刊行会 1988

### 共著・編・共編
- 『定本令集解釈義』三浦周行共編、内外書籍 1931
  - 再版 国書刊行会、1982年NDLJP:11933336/3）
- 『後南朝史論集 吉野皇子五百年忌記念』後南朝史編纂会編、編者代表、新樹社 1956
  - 再版 原書房、1981[26]
- 浅井虎夫 著、瀧川政次郎 解題、律令研究会 編『支那ニ於ケル法典編纂ノ沿革』汲古書院、1977年。doi:10.11501/11931171。
  - 浅井虎夫 著、瀧川政次郎 解題、律令研究会 編『中国ニ於ケル法典編纂ノ沿革』（影印版第2版）汲古書院、2016年。ISBN 9784762965746。
- 佐藤誠実 著、瀧川政次郎 編『佐藤誠実博士 律令格式論集』律令研究会 / 汲古書院、1992年。doi:10.11501/13097740。
- 律令研究会 編『譯註日本律令 1』 首巻、東京堂出版、1978年。ISBN 449030210X。
- 律令研究会 編『譯註日本律令 2』 律本文篇 上巻、東京堂出版、1975年。doi:10.11501/11931438。
- 律令研究会 編『譯註日本律令 3』 律本文篇 下巻、東京堂出版、1975年。doi:10.11501/11934494。
- 律令研究会 編『譯註日本律令 4』 律本文篇 別冊 複製版、東京堂出版、1976年。doi:10.11501/11931204。
- 律令研究会 編『譯註日本律令 5』 唐律疏議譯註篇 1、東京堂出版、1979年。ISBN 4-490-30212-6。
- 律令研究会 編『譯註日本律令 6』 唐律疏議譯註篇 2、東京堂出版、1984年。doi:10.11501/11931094。
- 律令研究会 編『譯註日本律令 7』 唐律疏議譯註篇 3、東京堂出版、1987年。doi:10.11501/11931141。
- 律令研究会 編『譯註日本律令 8』 唐律疏議譯註篇 4、東京堂出版、1996年。doi:10.11501/11931104。
- 律令研究会 編『譯註日本律令 9』 令義解譯註篇 1、東京堂出版、1991年。doi:10.11501/11931176。
- 律令研究会 編『譯註日本律令10』 令義解譯註篇 2、東京堂出版、1989年。doi:10.11501/11931265。
- 律令研究会 編『譯註日本律令11』 令義解譯註篇 別冊、東京堂出版、1989年。doi:10.11501/11934061。

### 論文・雑誌記事・講演
- 『大化改新管見[27]』経済往来、1934年。
- 『大化改新に就て』東洋経済出版部〈経済倶楽部講演 第62輯〉、1934年、1-25頁。
- 『佐藤誠實の律令学』国学院大学法学会〈国学院大学法学 第5巻 第3号〉、1968年。

### 記念論集
- 瀧川博士還暦記念論文集刊行委員会 編『瀧川博士還暦記念論文集（1）東洋史篇』中沢印刷、1957年。doi:10.11501/2970195。
- 瀧川博士還暦記念論文集刊行委員会 編『瀧川博士還暦記念論文集（2）日本史篇』中沢印刷、1957年。doi:10.11501/2970196。
- 瀧川博士米寿記念会 編『律令制の諸問題  瀧川政次郎博士米寿記念論集』汲古書院、1984年。doi:10.11501/11932375。
- 瀧川政次郎先生米寿記念論文集刊行会 編『神道史論叢　瀧川政次郎先生米寿記念論文集』国書刊行会、1984年。doi:10.11501/12264236。